# Fleischspieß

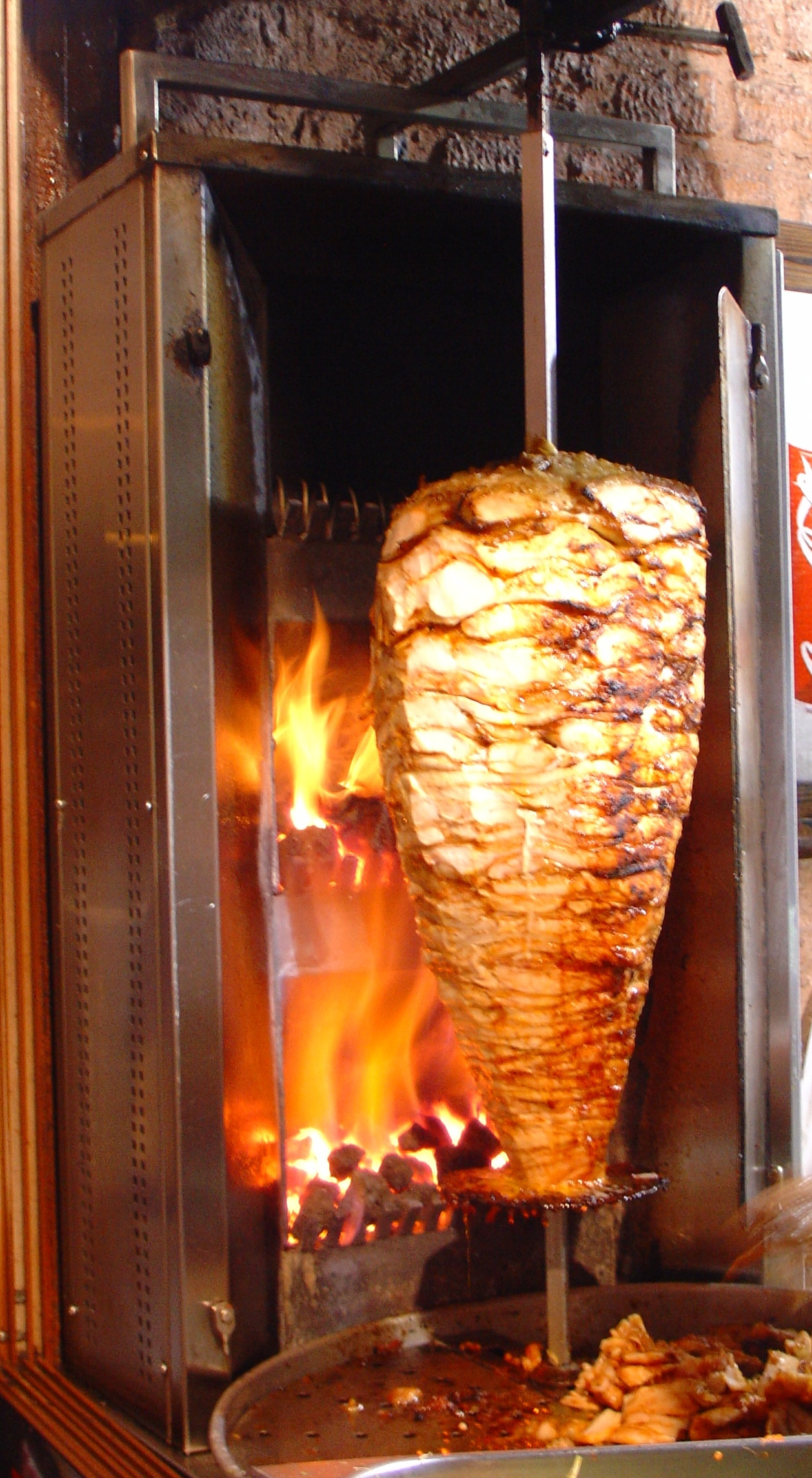
Döner Kebab (Türkei)

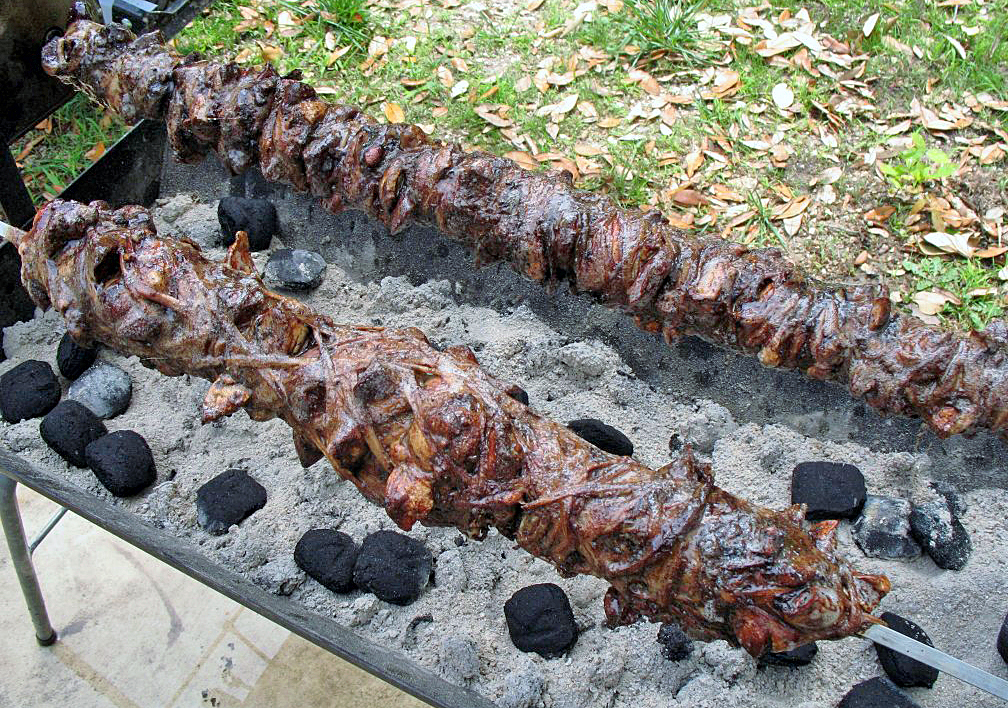
Kokoretsi (Griechenland)

Ein Fleischspieß ist ein Holz- oder Metallspieß, auf den Fleischstücke gesteckt und gegart werden. Man unterscheidet einfache Fleischspieße (zum Beispiel Schaschlik) und mechanische Drehspieße (beispielsweise Gyros).
Der französische Ausdruck Brochette bezeichnet sowohl das Werkzeug als auch das Gericht.

## Verzehr
Die Variante des Gerichts, die mit an Spießen aufgereihten Fleischstückchen und anderen Zutaten wie Zwiebeln und Paprika serviert wird, birgt beim Verzehr einige Tücken und gilt in Benimmbüchern wie etwa Hummer, Brathähnchen und Spaghetti als „schwierige Speise“, bei der man Gefahr läuft, sich und andere beim Verzehr zu bekleckern oder sogar zu verletzen.
Es wird empfohlen, den Spieß mit einer Hand am breiteren Ende anzuheben und die Stücke einzeln mit der Gabel über die Spitze des Spießes auf den Teller zu schieben. Vom Versuch, die Gabel am oberen Ende anzusetzen, um alles gleichzeitig auf den Teller zu schieben, wird ebenso abgeraten wie davon, den Spieß in beide Hände zu nehmen und ihn abzunagen. Ersteres birgt hohe Risiken, zweiteres gilt als unschicklich.

## Varianten
- Arrosticini: gegrillte Fleischspieße aus den Abruzzen
- Hühnerspießchen/Satay: Indonesien (Niederlande)
- Kabab Barg/Koobideh: Nationalgericht des Iran
- Pincho moruno: Spanisch für „Maurenspieß“
- Ražnjići: Bezeichnung für gegrillte Fleischspieße im serbokroatisch sprechenden Raum
- Schisch Kebab: traditioneller Grillspieß der türkischen und arabischen Küche
- Souvláki: Fleischspieße aus Griechenland, über Holzkohlenglut gegrillt
- Yakitori: japanische Variante gegrillter Fisch-, Fleisch- und Gemüse-Spießchen